# Jagdgeschwader 114
114-та винищувальна ескадра (нім. Jagdgeschwader 114 (JG 114)) — винищувальна ескадра Люфтваффе за часів Другої світової війни. 15 жовтня 1944 року переформована на II-гу авіагрупу JG102 (II./JG102).

## Історія
114-та винищувальна ескадра заснована 2 вересня 1944 року на аеродромі поблизу данського міста Гадерслев з авіагрупи III./ZG101, як навчальний авіаційний підрозділ. Оснащувалася винищувачами Messerschmitt Bf 109 та навчально-тренувальними літаками Ar 96. 15 жовтня 1944 року переформована на II-гу авіагрупу JG102 (II./JG102).

## Командування

### Командири
- ? (2 вересня — 15 жовтня 1944).

## Бойовий склад 114-ї винищувальної ескадри
- Штаб (Stab/JG 114)
- 1-ша ескадрилья (1./JG114)
- 2-га ескадрилья (2./JG114)